# Ptinus constrictus
Ptinus constrictus är en skalbaggsart som beskrevs av Willis Blatchley 1922. Ptinus constrictus ingår i släktet Ptinus och familjen Ptinidae. Inga underarter finns listade i Catalogue of Life.